# Polykleitos de Jongere
Polykleitos de Jongere (Oudgrieks: Πολύκλειτος ο νεότερος. Polýkleitos o neóteros) (Latijn Polycletus minor) was volgens sommigen een Grieks bouwmeester uit de 4e eeuw v.Chr., en de zoon van Polykleitos de Oudere.
Pausanias beweert dat de zogenaamde tholos én het theater in Epidaurus zou ontworpen zijn door een zekere Polykleitos. Moderne onderzoekers gaan er echter van uit dat hij daarbij misschien per vergissing aan Polykleitos ("de Oudere") van Argos dacht, wat meteen een ernstige fout van Pausanias zou zijn, aangezien de beide vermelde gebouwen dateren uit de 4e en het begin van de 3e eeuw v.Chr., terwijl Polykleitos van Argos werkzaam was tussen 450 en ca. 410 v.Chr.
Een andere mogelijkheid is dat de bouwmeester te identificeren is met een gelijknamige beeldhouwer uit de school van Polykleitos van Argos, maar zekerheid bestaat er op dit punt niet.
- Gemeinsame Normdatei: 143520598
- International Standard Name Identifier: 0000 0001 1465 2980
- Union List of Artist Names: 500014684
- Virtual International Authority File: 167414538